# Лихтенвалд
Лихтенвалд (њем. Lichtenwald) општина је у њемачкој савезној држави Баден-Виртемберг. Једно је од 44 општинска средишта округа Еслинген. Према процјени из 2010. у општини је живјело 2.484 становника. Посједује регионалну шифру (AGS) 8116037.

## Географски и демографски подаци
Лихтенвалд се налази у савезној држави Баден-Виртемберг у округу Еслинген. Општина се налази на надморској висини од 467 метара. Површина општине износи 10,8 km². У самом мјесту је, према процјени из 2010. године, живјело 2.484 становника. Просјечна густина становништва износи 230 становника/km².